# Parafia Wieczerzy Pańskiej w Lublinie
Parafia Wieczerzy Pańskiej w Lublinie – parafia rzymskokatolicka w Lublinie, należąca do archidiecezji lubelskiej i Dekanatu Lublin – Północ. Została erygowana 17 czerwca 1983. Obejmuje ulice: al. Róż, Baśniowa, Batalionów Chłopskich, Batorego, Boh. Monte Cassino, Blachnickiego, Botaniczna, Bukietowa, Chodkiewicza, Cisowa, Czarnieckiego, Czeremchowa, Danielskiego, Dwernickiego, Dzieci Zamojszczyzny, Głogowa, Grabowa, Harcerska, Jagiellońska, Jasińskiego, Jaśminowa, Kilińskiego, Kolorowa, Korfantego, Kraśnicka, Kryniczna, Leszczynowa, Ligonia, Miernicza, Nałęczowska, Plater Emilii, Początkowa, Podchorążych, Potok, Powstańców Śląskich, Przygodna, Samotna, Sąsiedzka, Serdeczna, Sielankowa, Sikorskiego, Skoczylasa, Skrajna, Sobieskiego, Spadowa, Strzelecka, Warszawska, Westerplatte, Wiązowa, Zajączka, Zakładowa, Zubrzyckiego, Żołnierska, Żółkiewskiego. Kościół parafialny w budowie od 1987. Mieści się przy Alei Warszawskiej.
Do roku 2019 w domu parafialnym przy kościele miały siedzibę Pallotyńskie Gimnazjum i Liceum Ogólnokształcące im. Stefana Batorego, aktualnie funkcjonuje tam Publiczna Szkoła Podstawowa im. św. Wincentego Pallottiego.